# Christian Pulisic
Christian Mate Pulisic (født 18. september 1998 i Hershey, Pennsylvania, USA) er en amerikansk professionel fodboldspiller, som spiller for Serie A-klubben AC MIlan og USA's landshold.

## Klubkarriere
Borussia Dortmund
I 2015 skiftede Pulisic til Borussia Dortmund fra USA som 16-årig.
Chelsea
I 2019 skiftede Pulisic til Chelsea.
AC Milan
I juli 2023 skiftede Pulisic til Serie A-klubben AC Milan.